# Proserpinus vega
Proserpinus vega är en fjärilsart som beskrevs av Dyar 1903. Proserpinus vega ingår i släktet Proserpinus och familjen svärmare. Inga underarter finns listade i Catalogue of Life.